# Osieczów
Osieczów est une localité polonaise de la gmina d'Osiecznica, située dans le powiat de Bolesławiec en voïvodie de Basse-Silésie.